# Inhibidores del proteasoma

Rstructura química del bortezomib, El primer inhibidor del proteasoma aprobado.

Los inhibidores del proteasoma son fármacos que bloquean la acción de los proteasomas, que son complejos celulares que descomponen las proteínas. Múltiples mecanismos son propensos a estar involucrados, pero la inhibición del proteasoma pueden evitar la degradación de factores pro-apoptóticos tales como la proteína p53, lo que permite la activación de la muerte celular programada en células neoplásicas que dependen de la supresión de las vías de pro-apoptóticos. Por ejemplo, el bortezomib causa un cambio rápido y dramático en los niveles de péptidos intracelulares. Los inhibidores del proteasoma están en estudio para el tratamiento del cáncer, y dos han sido aprobados para su uso en el mieloma múltiple.

## Ejemplos
- El producto natural llamada lactacistina fue el primer inhibidor de proteasoma no peptídico descubierto.[2]
- El átomo de boro del  bortezomib se une al sitio catalítico de la proteasoma 26S.[3] Fue aprobado en el  2003,  y fue el primer inhibidor de proteasoma para su uso en los EE. UU.
- Disulfiram se ha propuesto como otro inhibidor del proteasoma.[4][5][6]
- Salinosporamida A se han iniciado investigaciones clínicas para el mieloma múltiple.[7]
- Salinosporamida A se han iniciado investigaciones clínicas para el mieloma múltiple.
- Carfilzomib se une irreversiblemente e inhibe la actividad del quimotripsina del proteasoma 20S. Fue aprobado por la FDA el 20 de julio de 2012 para el tratamiento del mieloma múltiple recurrente y refractaria.
- ONX 0912, CEP-18770, y MLN9708 también han comenzado Investigaciones clínicos.[8]
- Epoxomicina es un inhibidor selectivo de origen natural.[9]
- MG132 es un péptido sintetizado utiliza comúnmente para estudios in vitro.
- Ixazomib está en estudios clínicos como de 2015.